# Iso Saikkosjärvi
Iso Saikkosjärvi är en sjö i Pajala kommun i Norrbotten och ingår i Kalixälvens huvudavrinningsområde. Sjön har en area på 0,0613 kvadratkilometer och ligger 155,6 meter över havet.

## Delavrinningsområde
Iso Saikkosjärvi ingår i det delavrinningsområde (742896-180047) som SMHI kallar för Mynnar i Lahnajoki. Medelhöjden är 180 meter över havet och ytan är 44,72 kvadratkilometer. Det finns inga avrinningsområden uppströms utan avrinningsområdet är högsta punkten. Karijoki som avvattnar avrinningsområdet har biflödesordning 3, vilket innebär att vattnet flödar genom totalt 3 vattendrag innan det når havet efter 131 kilometer. Avrinningsområdet består mestadels av skog (84 procent) och sankmarker (12 procent). Avrinningsområdet har 0,11 kvadratkilometer vattenytor vilket ger det en sjöprocent på 0,2 procent.